# Mr.SOMETHING BLUE 〜Aki's Jazzy Selection〜
『Mr.SOMETHING BLUE 〜Aki's Jazzy Selection〜』（ミスター・サムシング・ブルー 〜アキズ・ジャジー・セレクション〜）は、2013年3月20日に発売された八代亜紀のコンピレーション・アルバムである。

## 概要
2012年にエマーシー・レコードから発売した『夜のアルバム』のヒット後に発売された本作。
当時八代が所属していた日本コロムビア時に発表済の楽曲からタイトルチューンを含むジャズ的なものを中心に選曲したアルバムである。

## 収録曲
1. ミスター サムシング ブルー
作詞：湯川れい子
作曲・編曲：長谷川智樹
2. ホテルニューヨーク〜Session take〜
作詞：杉紀彦
作曲：弦哲也
編曲：竜崎孝路
3. 花 (ブーケ) 束
作詞：阿久悠
作曲：服部克久
編曲：YANCY
4. 胸の振り子
作詞：サトウハチロー
作曲：服部良一
編曲：服部隆之
5. 離婚ともだち
作詞：ちあき哲也
作曲：伊藤薫
編曲：石倉重信
6. FUSIGI
作詞：一倉宏
作曲・編曲：鈴木智文
7. 空に星があるように
作詞・作曲：荒木一郎
編曲：YANCY
8. AKI'S HOLY NIGHT
作詞：かの香織
作曲・編曲：大澤誉志幸
9. UNCHAINED MELODY
作詞：ハイ・ザレット
作曲：アレックス・ノース
編曲：長谷川智樹
10. FLY ME TO THE MOON
作詞・作曲：バート・ハワード
編曲：Ray Hayden
11. ステーションホテル24時
作詞：阿久悠
作曲：すぎもとまさと
編曲：竜崎孝路
12. あの日の昭和がここにある
作詞：鳥井実
作曲：大谷めいゆう
編曲：石倉重信
13. あなたとふたり
作詞：大貫妙子
作曲：平沢厚士
編曲：平沢厚士・佐々木康綱
14. 終演〜アンコールの前に
作詞・作曲：美樹克彦
編曲：小倉良・石倉重信
15. YOU'D BE SO NICE TO COME HOME TO (LIVE)
作詞・作曲：コール・ポーター
編曲：京建輔
16. CRY ME A RIVER (LIVE)
作詞・作曲：アーサー・ハミルトン
編曲：京建輔
17. なみだ恋 (LIVE)
作詞：悠木圭子
作曲：鈴木淳
編曲：京建輔